# Blindgänger

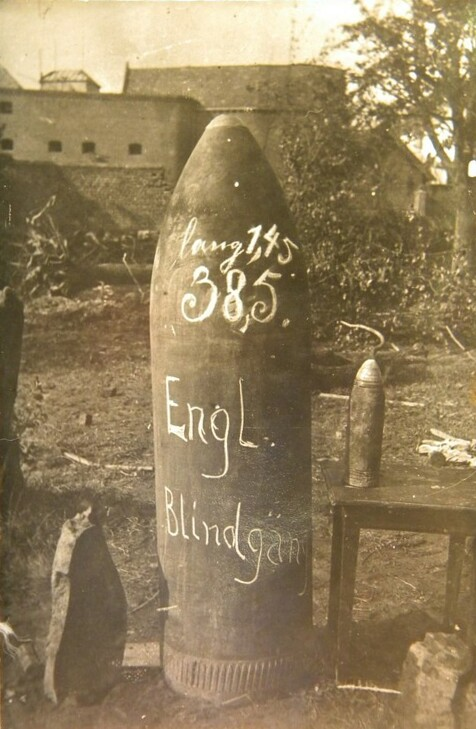
Blindgänger aus dem Ersten Weltkrieg

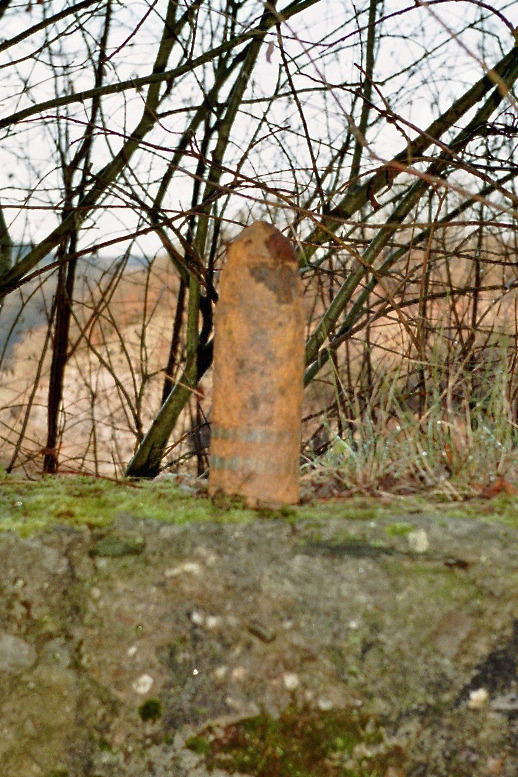
Blindgänger auf einem ehemaligen Truppenübungsplatz.
Die abgebildete Granate mittleren Kalibers hat wahrscheinlich schon einige Jahrzehnte dort gelegen.

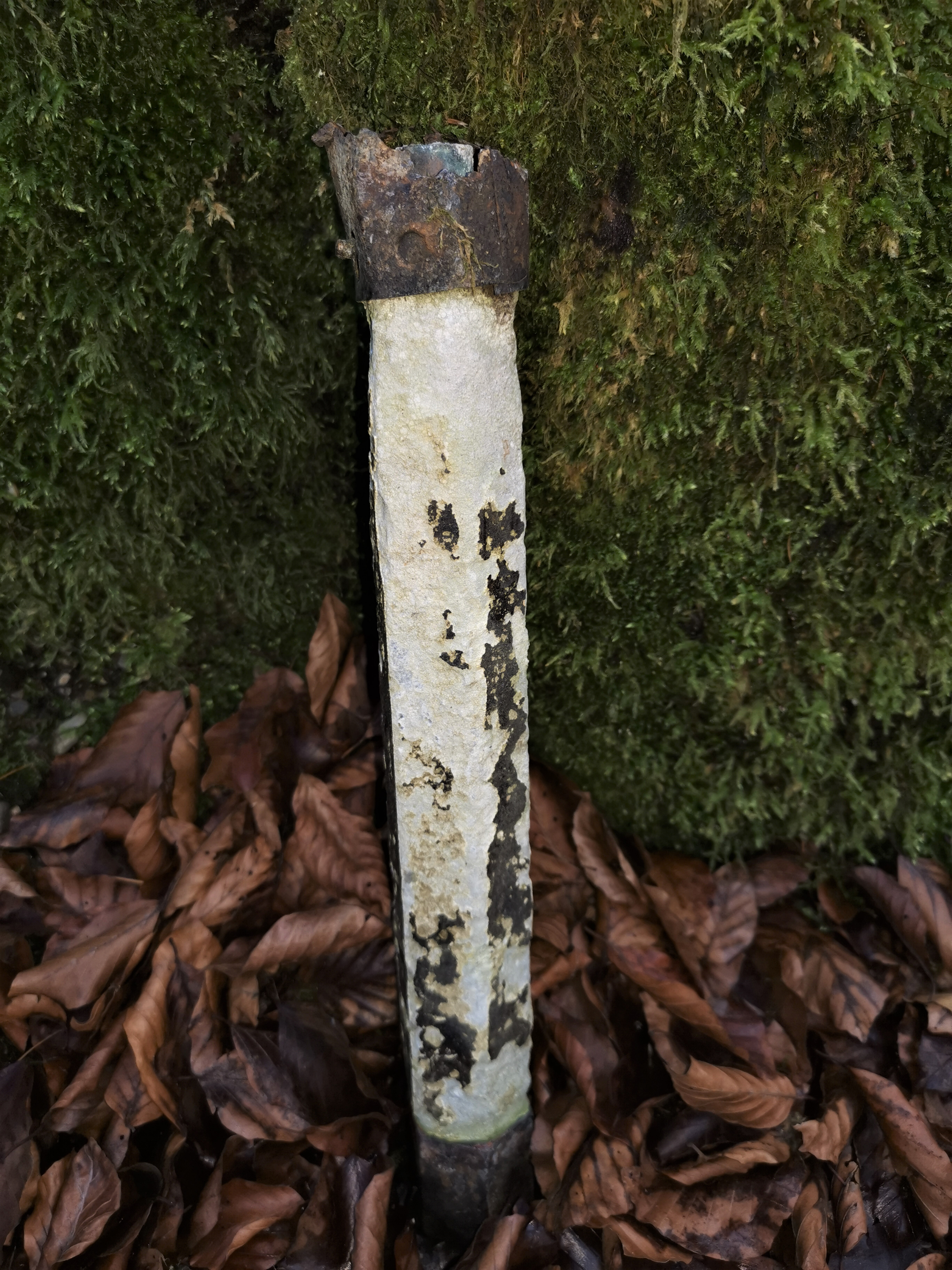
Stabbrandbombe im Forstenrieder Park bei München 2019

Blindgänger (fachsprachlich: Kampfmittelaltlasten, nicht detonierte Kampfmittel, explosive Kampfmittelrückstände) sind Munition wie Granaten oder Bomben, die nach ihrer Verwendung (Abschuss oder Abwurf) nicht oder nicht vollständig explodieren. Ursache dafür können technisches Versagen, Fehlbedienung, ungünstige Einsatzbedingungen oder Sabotage bei der Produktion sein. Ein Blindgänger ist von einem Versager zu unterscheiden: Während bei einem Blindgänger der Zündmechanismus auslöst, es aber nicht zu einer Explosion kommt, hat bei einem Versager der Zündmechanismus nicht oder nur unvollständig ausgelöst.
Eine besondere Kategorie stellen Langzeitzünder bei Fliegerbomben dar, die dazu dienen sollten, langfristig das Bedrohungspotenzial im Zielgebiet aufrechtzuerhalten und die Bombe später explodieren zu lassen. Auch diese Zünder können versagen und zu echten Blindgängern werden. Bomben, die nicht explodieren, aber beim Aufschlag aufgerissen sind, werden als Zerscheller bezeichnet. Bomben, die nur teilweise auf die Zündung ansprechen, heißen Teildetonierer.
Der Begriff wird auch bei nicht detonierenden Feuerwerkskörpern verwendet.
International werden diese als UXO als Abkürzung für Unexploded Ordnance (übersetzt: „nicht explodierte Munition“) bezeichnet.

## Hintergrund
In Deutschland stellen Blindgänger auch mehr als 80 Jahre nach Ende des Zweiten Weltkriegs ein ernstzunehmendes Problem dar. Vor allem in industriellen und urbanen Ballungsräumen (Ruhrgebiet, Köln, Hamburg, Dresden, Berlin etc.), die primäres Ziel alliierter Luftangriffe waren, finden sich auch heute noch eine Vielzahl von Blindgängern im Erdreich. Häufig werden diese unabhängig von der gezielten Suche bei Baumaßnahmen entdeckt.
Erfahrungswerte der Sprengkommandos im Zweiten Weltkrieg ergaben, dass ca. 10 bis 20 % der von den alliierten Flugzeugen abgeworfenen Bomben Blindgänger waren. Seit 1947 gab es ca. 20 Selbstdetonationen in Deutschland.
Das Österreichische Heer gibt an, dass rund ein Prozent der in Österreich abgefeuerten Granaten Blindgänger sind.

## Ursachen

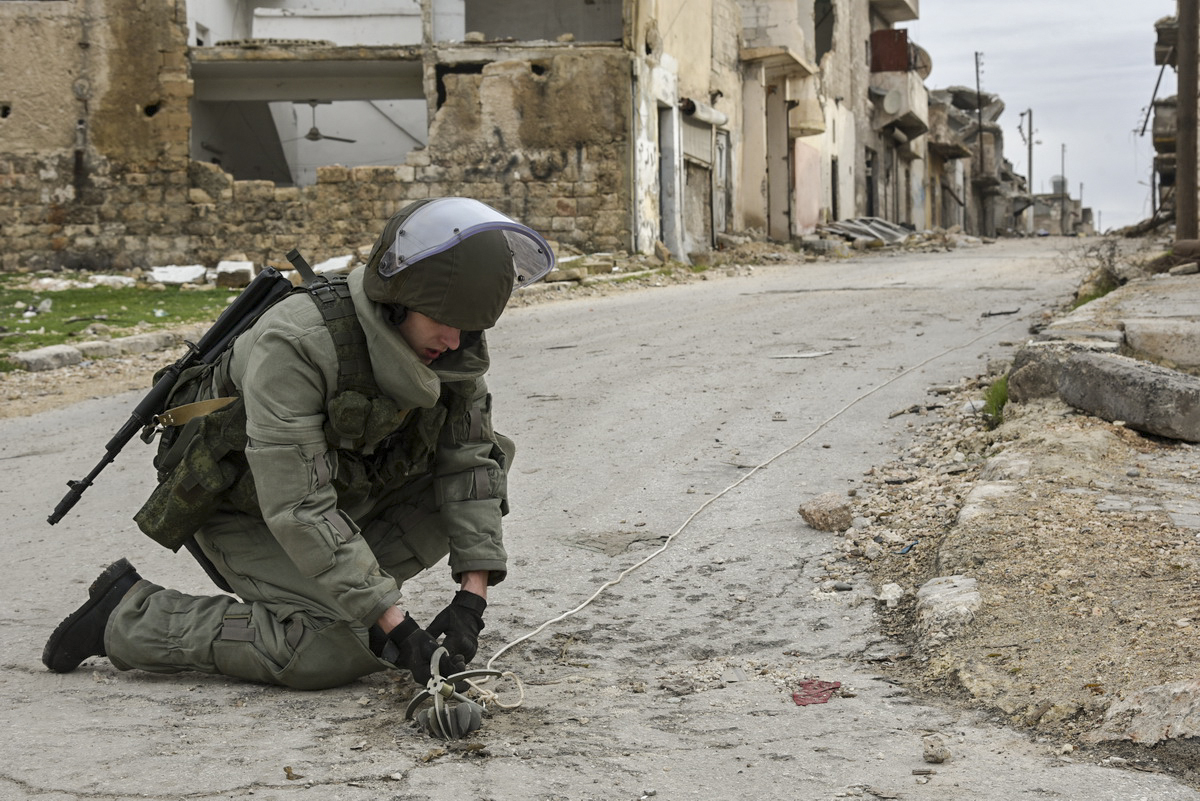
Ein russischer Pionier bereitet 2016 das Entfernen einer nicht explodierten Mörsergranate in Aleppo vor.

Vor allem bei Fliegerbomben des Zweiten Weltkrieges war die Blindgängerrate besonders hoch. Aufgrund der Sicherheitsforderungen für die eigenen Streitkräfte bei Transport, Lagerung, Beladung und während des Fluges zum Ziel mussten die Bomben so gesichert sein, dass Zwischenfälle bis hin zu Bruchlandungen und Abstürzen keine Detonation der Bomben verursachen konnten. Erst kurz vor dem Start wurde der Zünder durch Ziehen des Vorsteckers zunächst entsichert und nach dem Abwurf z. B. durch ein sich im Luftstrom drehendes Windrad geschärft. Allein dabei konnte eine Vielzahl von Ursachen dazu führen, dass der Schärfvorgang nicht oder nur unvollständig ablief und die Bombe unscharf aufschlug.
Bei den mechanischen Aufschlagzündern konnten viele Einflüsse die Auslösung auch einer vollständig geschärften Bombe verhindern:
- Detonation eines anderen Sprengkörpers in unmittelbarer Nähe. Durch die Wucht von dessen Explosion schlug der Sprengkörper nicht im vorgesehenen Aufschlagwinkel auf.
- zu weicher Aufschlag z. B. bei einem Auftreffen auf schlammigen Untergrund oder Gebäude mit ungünstiger Deckenkonstruktion, bei welcher der Fallkörper zwar mit jedem Durchbruch gebremst wurde, die notwendige Verzögerung für die Zündung jedoch nicht erreicht wird.
- Mauerschlag: Eine Bombe fällt selten genau senkrecht. Trifft sie in spitzem Winkel gegen eine Mauer, prallt sie ab und gerät dabei ebenfalls ins Taumeln.
- Technischer Fehler des Zünders, insbesondere bei Massenproduktion.
- Sabotage: Das betrifft hauptsächlich die deutsche Rüstungsindustrie, die im Zweiten Weltkrieg in großem Maße Zwangsarbeiter in der Produktion eingesetzt hat, welche mit Absicht funktionsuntüchtige Munition herstellten. Es gibt aber auch Berichte über mehr oder weniger erfolgreiche Infiltrationen der gegnerischen Waffenproduktion mit demselben Zweck. Dabei wurde mitunter auch versucht, bereits die Konstruktionspläne bzw. Produktionsmittel derart zu sabotieren, dass sie zu funktionsuntüchtigen Bomben geführt hätten. Die dabei ausgebrachten Blindgänger gelten als besonders tückisch, da selbst die von der Herstellerfirma nach dem Krieg freigegebenen Konstruktionspläne nicht zuverlässig dem vorliegenden Sprengkörper entsprechen müssen. Hier ist die Identifizierung der Charge von existentieller Bedeutung.Größter Blindgänger im 2. Weltkrieg. 5000-kg-Bombe (Tallboy) auf Helgoland

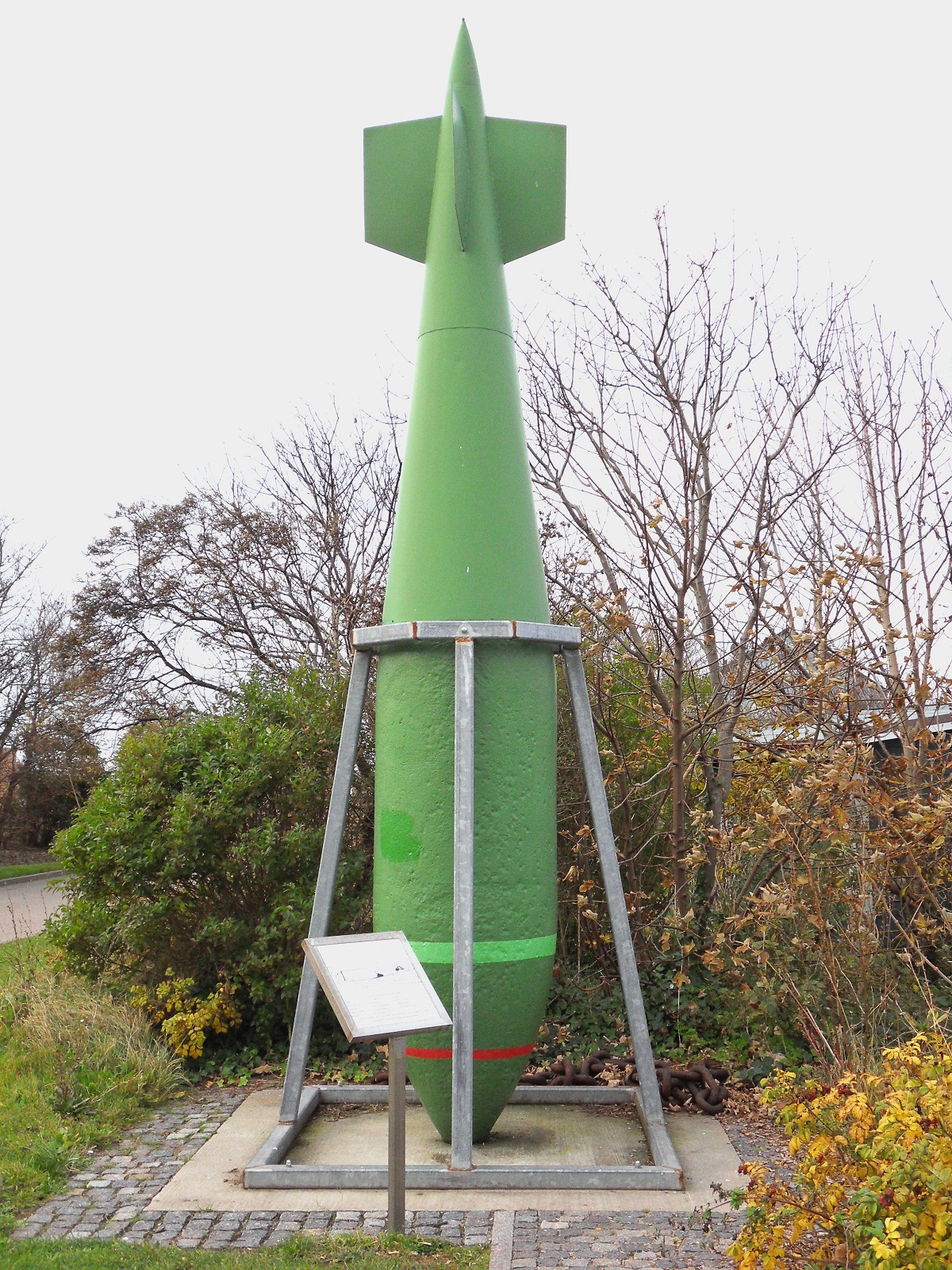
Größter Blindgänger im 2. Weltkrieg. 5000-kg-Bombe (Tallboy) auf Helgoland

- Sonderfall Langzeitzünder: Mit dem Ziel, Lösch- und Bergungsarbeiten zu behindern bzw. unmöglich zu machen und durch die Detonation noch Stunden nach Ende des Luftangriffs auch Personen zu treffen, die ihre Schutzräume bereits verlassen hatten, wurden chemisch-mechanische Langzeitzünder mit einer Verzögerungszeit von 1 bis 144 Stunden (6 Tage) entwickelt. Äußerlich ist nicht zu unterscheiden, ob bei einem Langzeitzünder der Auslöseprozess noch läuft (durch Auflösung eines Zelluloidplättchens mittels Aceton, vorgesehene Auslösezeit bis zu 6 Tagen nach dem Abwurf), ob der Auslöseprozess durch unbekannte Umstände unterbrochen wurde und jederzeit wieder anlaufen kann oder ob es sich um einen wirklichen Versager handelt. Möglich ist auch eine mechanische Umlagerung im Erdreich, so dass ein schwerkraftabhängiger Fluss von Lösungsmitteln oder Ätzstoffen nicht möglich ist.

## Suche
Zur Suche nach Einschlagtrichtern werden heute auch historische Luftbilder benutzt, die von Aufklärungsflugzeugen nach einer Bombardierung gemacht wurden, um den Erfolg der Aktion zu dokumentieren. Mit teilweise automatisierten Bildverarbeitungsprozessen können so konkrete Verdachtspunkte von Blindgängern auf z. B. einem Baugrundstück ermittelt werden.
Im Gegensatz zur Minensuche, bei der kleine Metallteile (vorwiegend Buntmetall) mit Metalldetektoren aufgespürt werden, nutzt man bei der Suche nach Blindgängern die Tatsache, dass alle Bomben (Granaten etc.) aus ferromagnetischem Stahl bestehen. Dieser ferromagnetische Stahl bewirkt eine Störung des sonst homogenen Erdmagnetfeldes an der Erdoberfläche, die sich mit Hilfe von Magnetometern nachweisen lässt. Am häufigsten werden diese Magnetometer in einer Gradiometeranordnung verwendet. Dabei werden zwei Sonden (Magnetometer) in einem Abstand von circa 0,5…2 m (Basis) gegensinnig angeordnet, so dass sie in einem homogenen Feld beide die gleiche Induktion entgegengesetzter Polarität messen. Schaltet man diese beiden Sonden in Reihe, so zeigt der effektive Messwert die Differenz (den Gradienten) des Magnetfeldes an. Auf diese Weise lassen sich Bomben (je nach Größe) in Tiefen bis zu 6 m orten (im Überlauf circa 10 nT Ausschlag).
Zum Vergleich: Metalldetektoren zur Minensuche sind auf die Detektion von minimalen Metallteilen optimiert und haben Detektionstiefen von maximal 50 cm. Vereinzelt werden allerdings Großschleifen eingesetzt, die eine größere Suchtiefe haben (ca. 4 m).
Die Empfindlichkeit der beschriebenen Gradiometer variiert stark je nach Aufwand der Bauform. Entscheidend ist neben einer Mindest-Rauscharmut der verwendeten Sonden deren Parallelisierung. Da beide Sonden nicht perfekt parallel zueinander sind, ergibt eine Bewegung/Drehung im Erdmagnetfeld mit circa 50.000 nT leicht einen Ausschlag von mehreren Nanotesla. Qualitativ hochwertige Produkte garantieren eine Suchempfindlichkeit von wenigen Nanotesla. Das ist mit einer aufwendigen mechanischen Parallelisierung der beiden Sonden verbunden, die von Zeit zu Zeit nachjustiert werden muss.
Eine Ausnahme bilden sogenannte Spannbandsonden, bei denen die Sondenkerne auf ein unter starker Spannung stehendes Spannband aufgebracht werden. Diese Sonden sind wartungsfrei und mit hoher Präzision parallel (Änderung bei Drehung im Erdfeld < 1 nT).

## Beseitigung

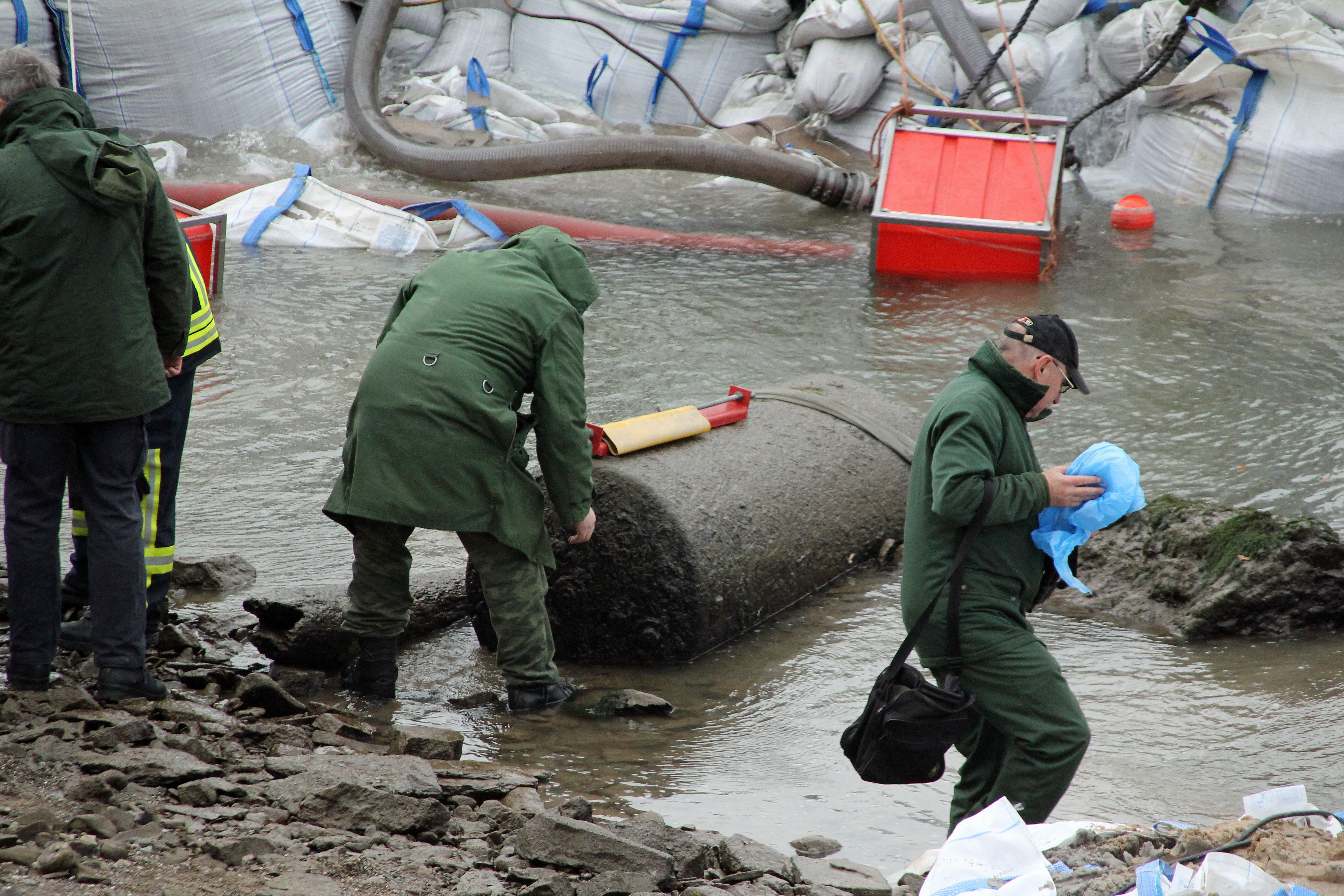
Vorbereitungen zur Beseitigung einer Luftmine in Koblenz, 4. Dezember 2011

Blindgänger stellen ein großes Gefährdungspotenzial dar. Kampfgebiete, Truppenübungsplätze und Flächen, auf denen Munition unsachgemäß vernichtet wurde, müssen aufwendig von solchen gefährlichen Überresten geräumt werden, und auch bombardierte Stadtgebiete sind noch lange nicht blindgängerfrei.
Die Kampfmittelbeseitigung in Deutschland erfolgt heute weitgehend gewerblich. Zuständigkeiten und Durchführung sind dabei in den Bundesländern unterschiedlich in jeweils eigenen Verordnungen zur Kampfmittelbeseitigung geregelt.
Wie ein Blindgänger entschärft wird, hängt vom Fundort, der Konstruktion sowie dem Zustand von Sprengkörper und Zünder ab.
Nach dem Fund wird daher zuerst das Herkunftsland und der genaue Typ des Blindgängers und des Zünders ermittelt. Aus den Konstruktionsmerkmalen ergibt sich die Gefährdung durch Selbstauslösung (z. B. bei vorgespannten Zündern), der Empfindlichkeit gegen äußere Einflüsse (Erschütterungen, Lageänderungen, Temperatureinflüsse etc.).

### Entschärfung am Fundort
In Abhängigkeit von den genannten Faktoren kann die Entschärfung, d. h. die Unterbrechung der Zündkette durch Entfernen des Zünders, vorgenommen werden. Sie ist möglich, wenn der Zünder eindeutig zu erkennen ist, sich in gutem Zustand befindet und seine Konstruktion sowie die Lage des Sprengkörpers eine Entfernung ohne wesentlich erhöhte Gefahr ermöglicht. Da immer ein Restrisiko vorhanden ist, werden bei der Entschärfung – entsprechend der Gefährdung bei einer Detonation – regelmäßig Sicherheitsradien festgelegt und Anwohner evakuiert.
Insbesondere bei Langzeitzündern, die mit einer Ausbausperre versehen sind, um ein Entschärfen des Zünders vor seiner Auslösung zu unterbinden (der Zünder löst beim Ausschrauben sofort aus), sind Entschärfungen aufwendig, da diese Zünder besonderer Verfahren bedürfen:
- Entfernen des Zünders durch eine hydraulische Zugvorrichtung, die ihn aus dem Gewinde der Zünderaufnahme reißt, ohne ihn zu drehen (amerikanische Langzeitzünder)
- Schlagartiges Herausschrauben des mechanischen Teils des Zünders mittels einer pyrotechnisch angetriebenen Schraubvorrichtung (sogenannte Raketenklemme), so dass die mechanischen Teile durch die Fliehkräfte kurzzeitig zusammengepresst werden und erst nach dem Herausschrauben auslösen, ohne den Detonator zu treffen (britische Langzeitzünder)
- Heraustrennen des Zünders mittels einer Fräse
- Heraustrennen des Zünders mittels des Wasser-Abrasiv-Suspensionstrahl-Schneidverfahrens aus bis zu 500 m Entfernung mit Hilfe mobiler Schneidführungssysteme
- Entfernen der Zünderaufnahmebuchse inklusive Zünder, wenn diese nicht verstiftet ist

Nach Möglichkeit werden derartige Verfahren unter Sicherheit, d. h. mittels ferngesteuerter Geräte und Videobeobachtung durchgeführt. Dennoch sind in jedem Fall immer manuelle Arbeiten unmittelbar an der Bombe erforderlich, die mit erheblichem Risiko verbunden sind. Nach dem Entschärfen ist der Blindgänger transportfähig und kann zur weiteren Zerlegung und Vernichtung abtransportiert werden.

### Vernichtung am Fundort

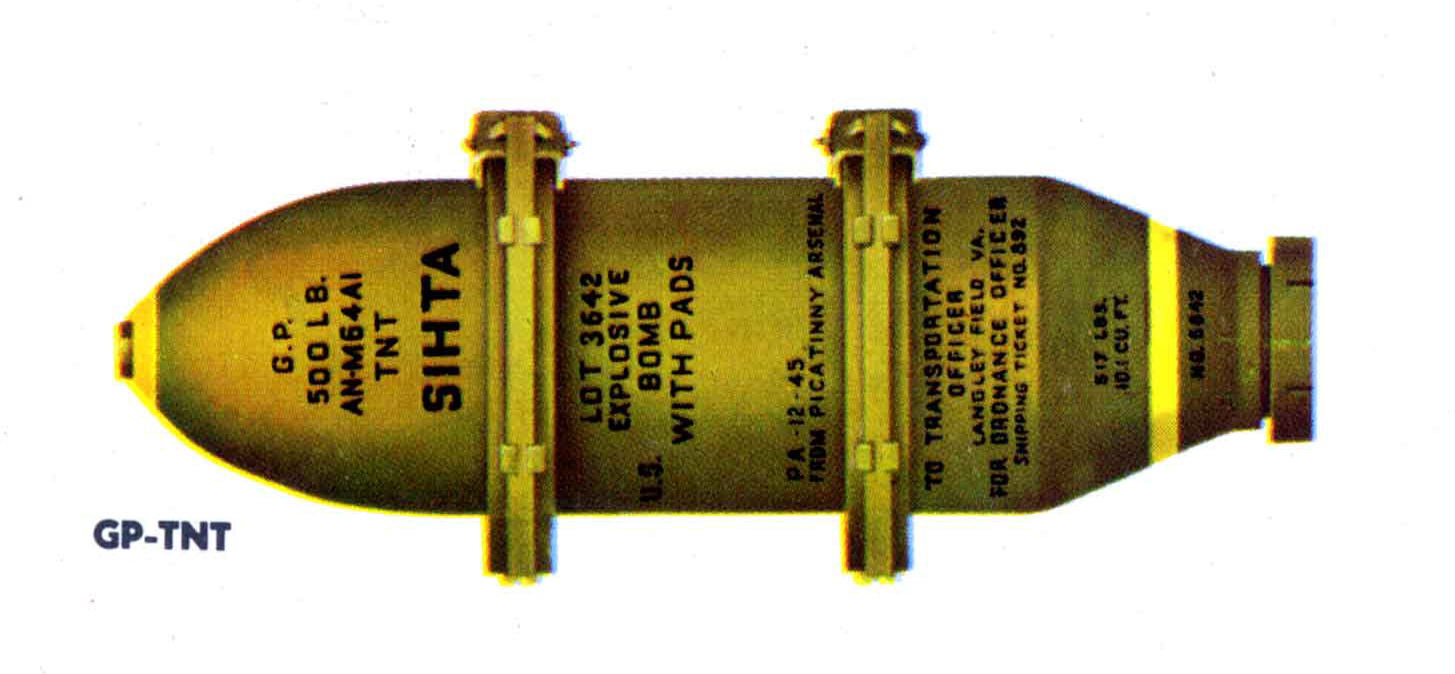
Eine amerikanische 500-Pfund-Bombe mit Pads

Eine Vernichtung vor Ort wird dann beschritten, wenn die vorgefundenen Parameter ein gefahrloses Entschärfen nicht zulassen oder eine Sprengung keine großen Schäden in der Umgebung verursacht. So wurde bei einem Fund beim Bau der Allianz Arena in München die Vernichtung am Fundort der Entschärfung vorgezogen, da sich der Blindgänger auf nahezu freiem Feld – allerdings direkt neben der A 9 – befand. Da sich die Absperrräume bei einer Vernichtung nicht von denen einer Entschärfung unterscheiden, galt die Vernichtung als die gefahrlosere und schnellere Lösung.
In der Regel wird die vollständige Detonation des Blindgängers dadurch verursacht, dass eine Vernichtungsladung direkt angebracht wird. Um die Druckwelle zu reduzieren, den Lärm zu dämmen und insbesondere den Streukreis der entstehenden Splitter zu begrenzen, wird der Blindgänger nach Möglichkeit mit Sand, steinfreiem Erdreich, Stroh, Papierballen etc. abgedeckt.
Bei Bomben kann unter Umständen der Kopf bzw. Boden mit dem nicht zu entschärfenden Zünder vom Rest der Bombe durch ferngesteuerte Schneidvorrichtungen (Säge, Wasserstrahlschneidgerät) abgetrennt werden. Der Rest wird dann gefahrlos abtransportiert und beseitigt, so dass nur noch der Teil mit dem Zünder und einem geringen Sprengstoffanteil gesprengt werden muss.
Eine besondere Kombination von Entschärfen und Sprengen sind sogenannte Low-order-Sprengungen oder sprengtechnische Entschärfungen. Dabei wird mit speziellen Sprengladungen ein Öffnen des Blindgängers und ein Abtrennen des Zünders bewirkt, ohne dass die eigentliche Sprengladung des Blindgängers zur Wirkung kommt. Da aber hier in besonderem Maße mit der – ungewollten – vollständigen Detonation des Blindgängers gerechnet werden muss, sind Evakuierung, Schutzmaßnahmen etc. analog der Sprengung zu planen.
In sehr seltenen Fällen wird der Blindgänger am Fundort zur Explosion gebracht. So wurde am 28. August 2012 in München eine amerikanische 500-Pfund-Bombe gesprengt. Sie enthielt ca. 125 kg Sprengstoff und war mit einem Langzeitzünder versehen. Zur Dämmung verwendete Strohballen vergrößerten den Feuerball und führten zu erheblichen Brandschäden in der Umgebung.
Bei beschädigtem Zünder und Sprengung vor Ort kann der Evakuierungsradius größer als 500 Meter bzw. bis zu über 1000 Meter betragen.

### Abtransport in scharfem Zustand
Nur in Ausnahmefällen wird dieser Weg beschritten, wenn am Fundort eine Entschärfung (z. B. bei durch Aufschlag gestauchten Kopfzündern von Bomben) oder auch eine Sprengung (z. B. in laufenden Produktionsanlagen der chemischen Industrie oder bei Bombenfunden direkt an oder unter Gebäuden) nicht möglich ist. Wenn möglich, werden Maßnahmen ergriffen, um den Zünder provisorisch von außen zu sichern oder weniger empfindlich zu machen. Transportiert wird der Blindgänger in einer Lage, die das geringste Risiko einer Auslösung bewirkt. Der Blindgänger wird zum nächsten geeigneten Platz transportiert, an dem er gesprengt werden kann.

### Unfälle
- Am 9. August 1990 kamen in Wetzlar bei der Entschärfung einer amerikanischen „1000-Pfund-SAP-Bombe“ mit Langzeitzünder M 125 zwei Entschärfer ums Leben, drei weitere Personen wurden verletzt.
- Am 17. Juli 2003 wurden in Salzburg (Österreich) bei der Entschärfung einer amerikanischen Bombe vom Typ GP 500 lb mit Langzeitzünder M 124 zwei Entschärfer getötet, ein weiterer schwer verletzt.
- Am 1. Juni 2010 gab es in Göttingen aufgrund der unkontrollierten Detonation eines amerikanischen Blindgängers vom Typ „1000-Pfund-SAP-Bombe“[8] mit Langzeitzünder M 125 eine Stunde vor der geplanten Entschärfung drei Tote. Zwei weitere Personen wurden schwer, vier leicht verletzt.[9]
- Am 1. Dezember 2021 kam es in München durch Bohrungsarbeiten in Zusammenhang mit dem Bau der zweiten Stammstrecke in der Nähe der Donnersberger Brücke zur Detonation einer amerikanischen 250-kg-Bombe. Mehrere Menschen wurden dabei verletzt und der Schienenverkehr kam mehrere Stunden zum Erliegen.[10]

### Selbstentzündung
Es gibt auch Fälle von „Selbstzündung“, z. B. weil ein versagender Langzeitzünder nach 70 Jahren doch auslöst. Beispiel vom 22./23. Juni 2019, als in Limburg-Ahlbach auf einem Feld ein Blindgänger explodierte.
Am 28. September 2000 detonierte unter der Landebahn des Flughafen Siegerland eine britische Fliegerbombe durch Selbstzündung.

## Situation in einzelnen Ländern

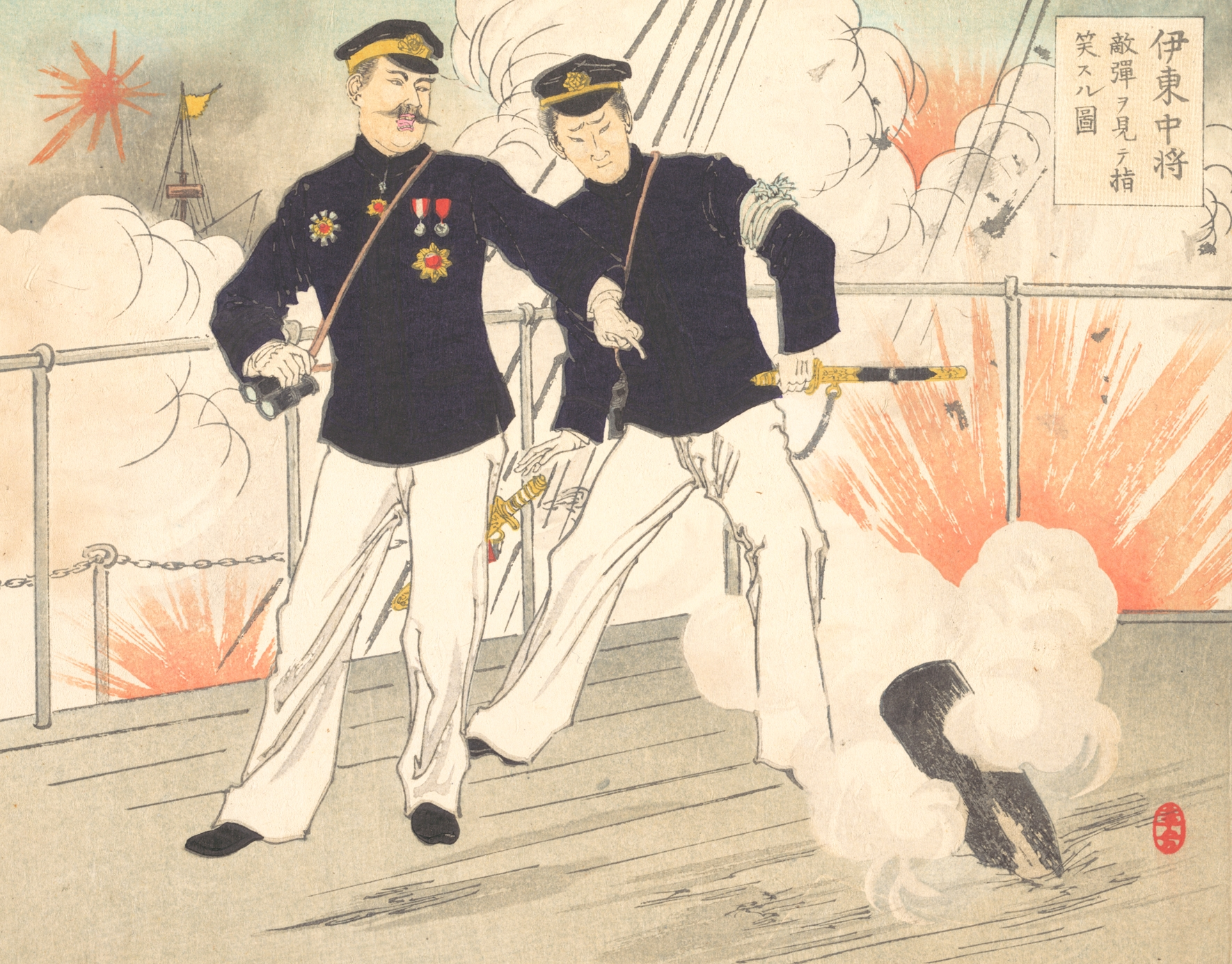
Ein japanischer Vizeadmiral lacht über einen gegnerischen Blindgänger (1894)

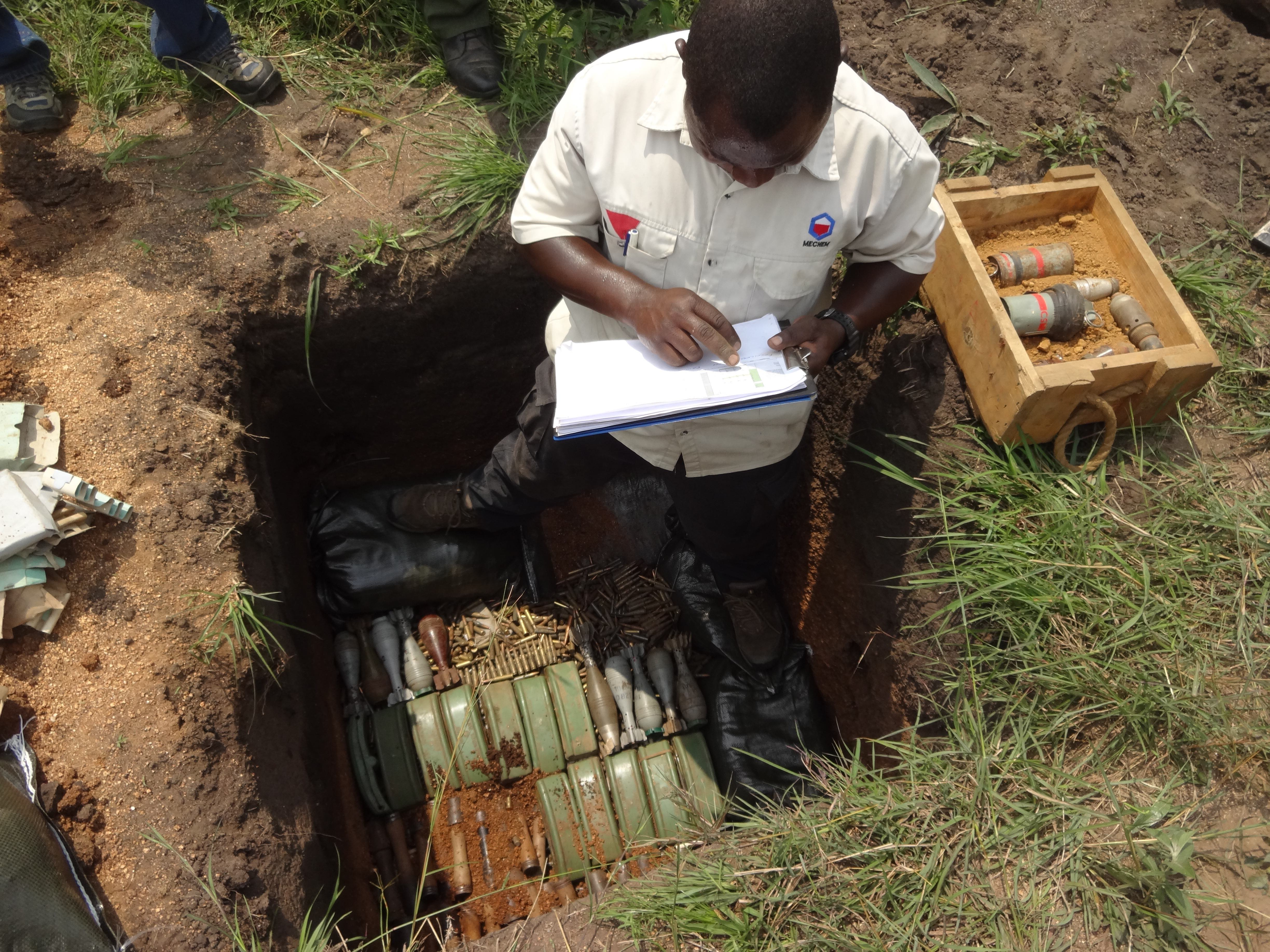
Blindgänger im Kongo

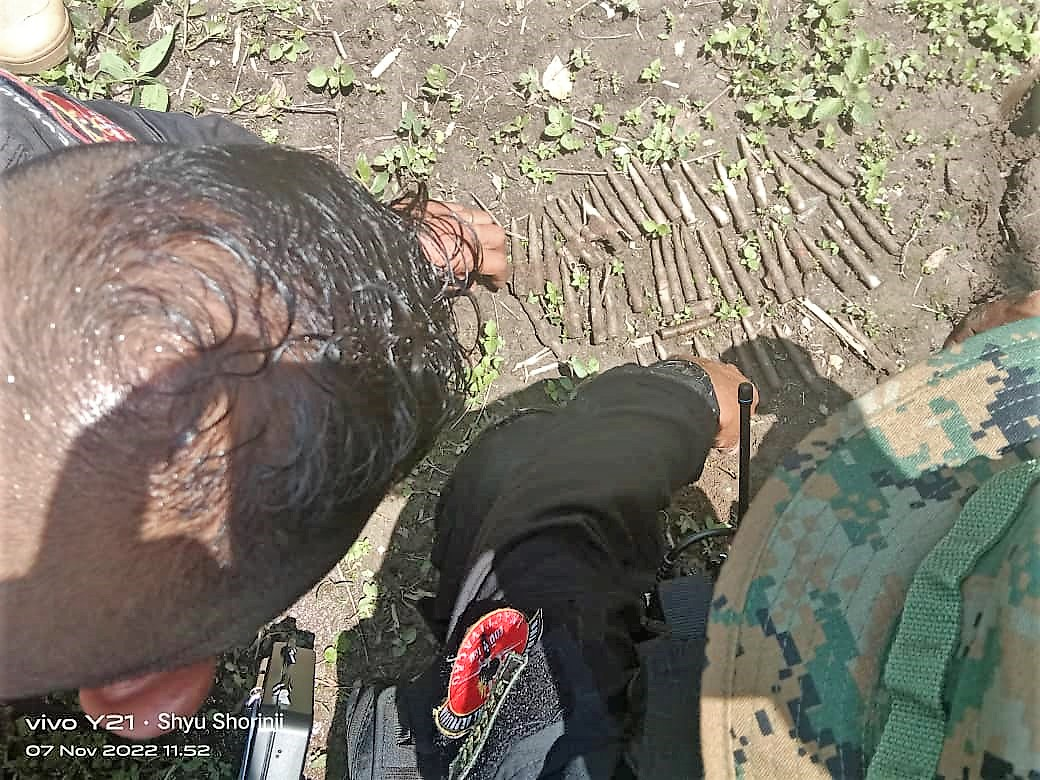
Fundmunition in Osttimor

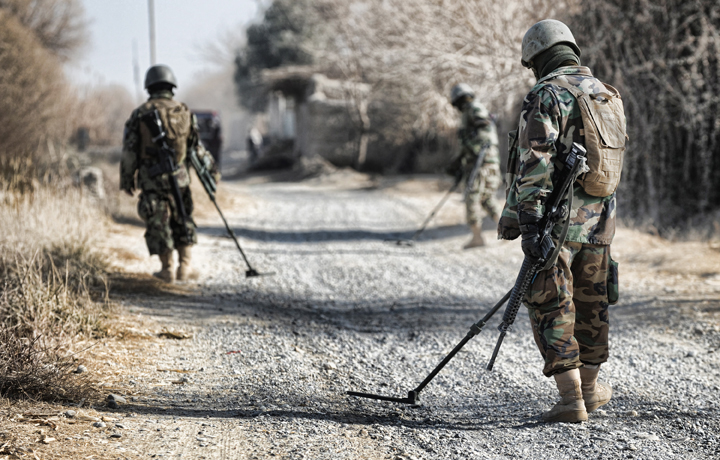
Minensucher in Afghanistan

### Ägypten
Ägypten ist eines jener Länder weltweit, welches am stärksten von Landminen und Munitionsresten belastet ist. Im Kontext des Afrikafeldzuges im Zweiten Weltkrieg wurden sowohl seitens der Achsenmächte als auch der Alliierten Millionen von Minen verlegt, wobei alleine im (im nordwestlichen Ägypten gelegenen) Gouvernement Matruh zwischen 1940 und 1943 geschätzt 16 Millionen Minen verlegt wurden. Seit 1981 wurden rund drei Millionen Minen geräumt. Im Jahr 2016 wurden zwei Mitarbeiter des Supreme Council of Antiquities bei einer Explosion (vermutlich von einer Mine), die während einer archäologischen Ausgrabung geschah, getötet.

### Belgien
Im Ersten Weltkrieg fanden in Flandern mehrjährige Stellungsschlachten (Stellungskrieg, Grabenkrieg) statt. Die Hauptkampfzonen (frz. Zone rouge) wurden von Granaten mehrfach umgepflügt; sie sind oft noch heute im Zustand einer Kraterlandschaft: Im Boden sind zahlreiche Blindgänger und unzählige Metallsplitter von den explodierten Granaten (sowie Knochen von Gefallenen bzw. Verschütteten). Bis heute kommt es gelegentlich zu Selbstzündungen. Teile des Geländes stehen unter Denkmalschutz; auch befinden sich noch Kampfmittelreste (Schwermetalle, Giftgasreste) im Boden.
Darüber hinaus wurden im Rahmen des Minenkrieges im Wytschaete-Bogen im Jahr 1917 (siehe Minen in der Schlacht bei Messines) rund zwei Dutzend Minenstollen mit tonnenschweren Sprengladungen unterhalb der deutschen Stellungen angelegt. Diese Minen wurden während der folgenden Kampfhandlungen fast alle gezündet, allerdings wurden die Ladungen in sechs der Minenstollen aus unterschiedlichen Gründen nicht ausgelöst und verblieben in der Erde. Eine der Minen wurde 1955 durch einen Blitzeinschlag ausgelöst, die fünf übrigen Minenladungen, wobei die größte Mine (bezeichnet als La Petite Douve Farm) ein Gewicht von etwa 24 Tonnen hat, wurden bis heute nicht entschärft beziehungsweise geborgen. Ob die Minen heutzutage noch zündfähig sind, ist unklar, zumindest dürften die Minenstollen mittlerweile fast vollständig geflutet sein.    

### Deutschland

#### Ausmaß
Die Kampfmittelräumung wird in Deutschland durch Behörden der Länder vorgenommen. Bei den Luftangriffen der Alliierten auf das Gebiet des Deutschen Reiches wurden 1940 10.000 Tonnen, 1941 30.000 t, 1942 40.000 t, 1943 120.000 t, 1944 650.000 t und 1945 500.000 Tonnen Bomben aller Kaliber abgeworfen; davon werden insgesamt 135.000 bis 270.000 Tonnen als Blindgänger betrachtet. Die Zahl der noch nicht entdeckten Blindgänger wurde 2013 auf 100.000 geschätzt. Jährlich werden etwa 5.500 Blindgänger entschärft.

#### Kostenfragen
Folgeschäden von gezielten Sprengungen oder unbeabsichtigten Explosionen werden vom Bund nur auf bundeseigenen Grundstücken, früher von alliierten Truppen genutztem Gelände oder bei reichseigener Munition übernommen. Schäden auf privatem Grund werden nicht ersetzt. Bauherren müssen die vorsorgliche Untersuchung des Baugrundes auf Blindgänger selbst tragen. Bei Blindgängerfunden nehmen staatliche Stellen die Gefahrenabschätzung vor, Räumung erfolgt durch private Firmen, Abtransport und Vernichtung wiederum durch staatliche Stellen.

### Frankreich
Wie in Belgien, so wurden auch in Nordostfrankreich Landesteile durch den Stellungskrieg im Ersten Weltkrieg massiv durch Kriegshandlungen verwüstet (siehe Zone rouge) und sind bis heute stark von Munitionsresten belastet, etwa Gebiete im Norden von Verdun (siehe Schlacht um Verdun). 
Darüber hinaus hinterließ auch der Zweite Weltkrieg in Frankreich Munitionsüberreste und Blindgänger, die noch Jahre nach Ende des Krieges im Jahr 1945 Opfer forderten. So sank beispielsweise am 15. September 1950 westlich von Saint-Malo, nahe der Baie de la Fresnaye, die zum Wetterbeobachtungsschiff umgebaute französische Fregatte Laplace auf einer noch nicht geräumten Mine aus dem Zweiten Weltkrieg, wobei 51 Personen ums Leben kamen. Ein weiterer bedeutsamer Zwischenfall ereignete sich wenige Jahre später im Hafen von Boulogne, als das französische Baggerschiff Pas de Calais II am 1. August 1952 nach einer schweren Explosion versank, wobei elf Besatzungsangehörige starben. Bei einer nachfolgenden Untersuchung wurde ersichtlich, dass das Baggerschiff versehentlich einen im Hafenschlick liegenden deutschen Torpedo aus dem Zweiten Weltkrieg mit seiner Baggervorrichtung angehoben hatte, welcher daraufhin explodiert war.

### Großbritannien
Während des Zweiten Weltkrieges wurden seitens der deutschen Wehrmacht etwa 71.000 Tonnen Bomben über den britischen Inseln abgeworfen (siehe unter anderem The Blitz). Es wird geschätzt, dass z. B. rund zehn Prozent der über Wales abgeworfenen deutschen Bomben Blindgänger waren. Noch heute müssen bei der Räumung von Weltkriegsbomben immer wieder Evakuierungen vorgenommen werden, so etwa im Sommer 2024, als die kontrollierte Sprengung einer deutschen 500-Kilogramm-Bombe im irischen Newtownards die temporäre Räumung von 400 Häusern notwendig machte. Im Februar 2021 machte die Entschärfung einer deutschen 1000-Kilogramm-Bombe in Exeter die temporäre Räumung von 2600 Haushalten sowie Teilen der University of Exeter notwendig; die Bombe wurde nachfolgend kontrolliert gesprengt, wobei die Explosion noch in acht Kilometern Entfernung wahrgenommen wurde.

### Japan
Bei den Luftangriffen auf Japan im Rahmen des Pazifikkrieges fielen zwischen 1942 und 1945 rund 161.000 Tonnen Bomben auf die japanischen Hauptinseln. Es wird geschätzt, dass noch tausende von nicht explodierten Weltkriegsbomben in Japan zu finden sind, alleine 2023 entschärften japanische Räumeinheiten 2348 Bomben mit einem Gesamtgewicht von etwa 41 Tonnen. Diese Entschärfungen bringen auch immer wieder Evakuierungen mit sich, im Februar 2023 machte beispielsweise die Räumung einer US-amerikanischen 2000-Pfund-Bombe (907 Kilogramm) in Kuwana die zeitweise Evakuierung von 80 Haushalten notwendig. Auch zu Fällen von Selbstzündung kommt es gelegentlich, so explodierte z. B. am 2. Oktober 2024 eine bislang unentdeckte 500-Pfund-Bombe (227 Kilogramm) infolge von Selbstzündung unter einer Rollbahn des Flughafens Miyazaki und riss einen etwa sieben Meter im Durchmesser messenden Krater in die Betonoberfläche.

### Malta
Während des Zweiten Weltkrieges, vor allem im Jahr 1942 während der Belagerung Maltas, warfen deutsche und italienische Flugzeuge rund 15.000 Tonnen Bomben auf die von Großbritannien kontrollierte Mittelmeerinsel. Blindgänger werden teils heute noch gefunden, beispielsweise deutsche 2-Kilogramm-Splitterbomben des Typs SD 2. Im Jahr 1981 verursachte ein detonierender Blindgänger dieses Bombentyps einen Todesfall, zuletzt wurde ein Exemplar dieser Streubombe 2020 auf einem Feld nahe Ħal-Far aufgefunden.

### Polen
Polen war im Zweiten Weltkrieg zwischen September 1939 und Anfang 1945 mehrfach von schweren Kampfhandlungen betroffen, zuerst durch den Angriff der deutschen Wehrmacht (siehe hierzu Luftangriffe auf Warschau) 1939, in den Jahren 1944/45 auch durch alliierte Angriffe, die sich gegen die deutschen Besatzungstruppen richteten. Dabei wurden auch die in Swinemünde stationierten deutschen Seestreitkräfte Ziel alliierter Luftangriffe. Im Herbst 2019 fanden Spezialisten der polnischen Marine und der Firma SeaTerra GmbH im Kaiserkanal bei Swinemünde in etwa zwölf Metern Tiefe eine britische Tallboy-Bombe, welche dort 1945 abgeworfen worden war. Die über fünf Tonnen schwere Bombe – der größte bislang in Polen aufgefundende Bombenblindgänger  – wurde schließlich im Rahmen eines Entschärfungsversuches im Oktober 2020 gesprengt.

### Schweiz
In der kleinräumigen Schweiz muss die Armee immer wieder in Gebieten üben, die sonst öffentlich zugänglich sind. Das betrifft vor allem alpines Gelände (Gletscher, Geröllhalden, Bergwiesen), aber etwa auch den Truppenübungsplatz in Thun, der ein beliebtes Naherholungsgebiet darstellt. Nach schweren Unglücken mit mehreren Toten geriet die Armeeführung 1983 unter Druck der Öffentlichkeit. Sie reagierte mit großangelegten Säuberungsaktionen von Alpen und Berggebieten. Außerdem sensibilisierte die Armeeführung die Bevölkerung mit Informationskampagnen. In der Neuzeit erarbeitete die Armee auch Broschüren und Handy-Apps, welche die Identifikation und Meldung von Blindgängern erleichtern. Finder von Blindgängern werden gebeten, die Objekte nicht zu berühren, die Fundstelle zu markieren und den Fund entweder bei der Polizei, über deren Notrufnummer oder direkt bei der Blindgängermeldezentrale der Armee zu melden. Die Alpenschutzorganisation Mountain Wilderness erreichte, dass Fundmeldungen für Objekte, die offensichtlich gefährlich sind (Geschoss ist z. B. intakt), wieder mit 100 Franken belohnt werden.
Bomben der Alliierten aus dem Zweiten Weltkrieg sind hingegen ein geringeres Problem, da solche Angriffe nur selten und lokal begrenzt vorkamen.

### Vereinigte Staaten von Amerika
Obgleich das Gebiet der Vereinigten Staaten von den Weltkriegsereignissen weitgehend unberührt blieb, besteht ein gewisses Risiko durch Blindgänger bzw. Munitionsüberreste aus der Zeit des Sezessionskrieges. So starb 2008 ein Sammler und Restaurator von Bürgerkriegsrelikten in Virginia bei dem Versuch einer Entschärfung einer von ihm aufgefundenen, über 140 Jahre alten 9-Zoll-Granate, als diese unvermittelt explodierte.
Ein bedeutsameres Problem stellen Munitionsüberreste und Blindgänger auf den rund 16.000 ehemaligen Truppenübungsplätzen im Land dar, in der Chesapeake Bay wurden etwa im Bereich des Plum Tree Island National Wildlife Refuge zwischen 1917 und den 1950er Jahren hunderte von Tonnen Bomben während Manövern von den US-Luftstreitkräften abgeworfen. Im Jahr 1958 wurden drei Jugendliche in diesem Gebiet durch einen detonierenden Blindgänger verletzt. Das etwa 14 Quadratkilometer große Gebiet, das seit 1972 vom United States Fish and Wildlife Service verwaltet wird, ist wegen der eminenten Gefahr durch nicht explodierte Bomben bis heute für die Öffentlichkeit nicht zugänglich.
Darüber hinaus kamen in der Vergangenheit Fälle vor, wo losgerissene Seeminen an den Stränden verschiedener US-Bundesstaaten angeschwemmt wurden. Im April 2021 bargen Experten des US-Militärs eine angeschwemmte Seemine, deren Herkunft nicht geklärt werden konnte, am Strand nahe Lauderdale-by-the-Sea (Florida). Ein ähnlicher Vorfall hatte sich 2018 ereignet, als die US-Küstenwache eine treibende und bereits stark verrostete Seemine im Puget Sound, etwa einen Kilometer von der Küste bei Brownsville entfernt, auffand und diese durch eine gezielte Sprengung zerstörte. Die Mine war, wie später bekannt wurde, im Rahmen eines Manövers des Naval Undersea Warfare Centers der United States Navy im Jahr 2005 verankert worden, hatte sich danach aber offenbar losgerissen.

### Vietnam
In Vietnam sind noch insgesamt 800.000 Tonnen Landminen und Blindgänger aus dem Vietnamkrieg vorhanden. Von 1975 bis 2015 wurden bis zu 100.000 Menschen bei deren Explosion verletzt.
Gegenwärtig sind alle 63 Provinzen und Städte mit Blindgängern und Landminen kontaminiert. Priorität hat die Minenräumung für die nördlichen Grenzprovinzen Lạng Sơn, Hà Giang und die sechs Zentralprovinzen Nghe An, Ha Tinh, Quang Binh, Quang Tri, Thua Thien und Quang Ngai. Dort gab es bis 2010 22.760 Opfer von Landminen und Blindgängern, von denen 10.529 starben und 12.231 verletzt wurden. Dazu wurde „Der Nationale Aktionsplan zur Verhütung und Bekämpfung von nicht explodierten Kampfmitteln  von 2010 bis 2025“ von der Regierung im April 2010 vorbereitet und veröffentlicht.

### Laos
Laos ist das meistbombardierte Land der Welt. Während des Vietnamkrieges warfen die USA von 1964 bis 1973 mehr als zwei Millionen Tonnen Bomben auf das neutrale und verarmte Nachbarland von Vietnam ab, um die Nachschubwege des kommunistischen Nordvietnam abzuschneiden. Das waren mehr Bomben, als die Alliierten im Zweiten Weltkrieg auf Deutschland und Japan zusammen geworfen hatten. Von den etwa 270 Millionen Streubomben, etwa hundert Bomben pro Einwohner, explodierte ein Drittel nicht.
Bei der Explosion von Blindgängern sterben in Laos auch heute noch Menschen oder werden schwer verletzt – in der gesamten Nachkriegszeit gab es schon mehr als 20.000 Tote. Die USA blieben jahrzehntelang untätig, später unterstützten sie die Räumung von Blindgängern mit jährlich neun Millionen Dollar. Auf Bombenräumung spezialisierte Organisationen sprengten im Zeitraum von 1994 bis 2014 etwa eine halbe Million Streubomben. Ginge es in diesem Tempo weiter, würde die vollständige Beseitigung aller Bomben noch etwa 3000 Jahre dauern.

### Andere Länder
Restmunition und Minen finden sich aber auch an vielen anderen ehemaligen bzw. derzeitigen Kriegsschauplätzen oder Gefechtsräumen. Beispielhaft dafür sind Munitionsfunde auf Spitzbergen aus dem Zweiten Weltkrieg.

## Metapher
Der Begriff Blindgänger wird umgangssprachlich auch als Beleidigung verwendet.